# Władysław Hasior
Władysław Hasior (Nowy Sącz, 14 de maig de 1928-Cracòvia, 14 de juliol de 1999) fou un pintor, escultor i escenògraf polonés.
Estudià a l'Acadèmia de Belles Arts de Varsòvia i les seves obres son al Muzeum Tatrzańskie de Zakopane i al Miejski Ośrodek Sztuki de Gorzów.